# Сіраки

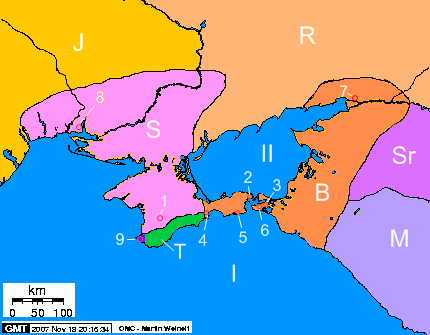
Північне Причорномор'я у II ст. до н. е.
Скіфи в Криму
Боспорське царство
Язиги
Роксолани
Сіраки
Меоти
Таври

Сіраки (грец. Σίρακες, лат. Siracos / Siraceni) — група іранських кочових племен (сарматів), відома з джерел часів еллінізму та імперії.
Існує достатньо аргументована думка, що перша згадка сіраків — опис Діодором Сицилійським династичної війни на Боспорі у 310—309 рр. до н. е., під час якої династ сіраків Аріфарн підтримував заколотника Евмела. Можливо, що саме сіраки були першою хвилею сарматів — носіїв культури прохорівського типу, що мігрували до Причорномор'я зі сходу та утворили об'єднання, до якого увійшли й тубільні сарматські групи.
| ...наразі можна говорити тільки про поліетнічність ... сіракского союзу. Тому під етнонімом сіраки слід розуміти кочові племена ... савроматского та сарматського походження... Порівняння локалізації сіраків за Страбоном та Тацитом з локалізацією сіраків царя Аріфарна за Діодором та археологічними даними свідчить про те, що сіраки заселяли степи Прикубання з другої половини IV ст. до н. е. по середину І ст. н. е.[3] |
У 60-х рр. І ст. н. е. сіракське об'єднання було знищено аланами, самі сіраки були частково інкорпоровані до нових аланських об'єднань, частково мігрували до Таврики та Закавказзя (область Сіракена).
Та група сіраків, що мігрувала до Таврики в античних джерелах завжди згадується разом зі скіфами, тобто можливо припустити, що мігрувавши до Таврики, сіраки утворили певну спілку з пізніми скіфами цього регіону.
У III ст. були остаточно асимільовані готами[джерело?] чи аланами.

## Хронологія основних подій історії сіраків
- сер. IV ст. до н. е. — міграція сарматів — носіїв культури прохорівського типу до Передкавказзя, утворення об'єднання сіраків.
- між 328—324 рр. до н. е. — можливі сутички з сатрапом Мідії Атропатом.[5]
- 310—309 рр. до н. е. — участь у династичній війні на Боспорі.(Dio., Bibl., XX, 22-24)
- 63-47 рр. до н. е. — спільники понтійських царів у їхніх війнах з Римом.(Strabo, Geo., XI.V.7-8.)
- 35 р. н. е. — можливо, брали участь у династичних війнах Аршакідів у Закавказзі (ймовірно, як спільники вірмен).(TAC., AN., VI, 33-35)
- 45-49 рр. — участь у династичній війні на Боспорі.(TAC., AN., XII, 15-17)
- 60-62 рр. — часткова міграція до Таврики (Пл. IV, 26, 83; IOSPE I2 № 369) та Закавказзя (Сіракена).
- до/бл. 193 р. — сіраки Таврики підкорені Боспору. (CIRB 1237)

## Царі сіраків
- Аріфарн — династ сіраків кінця IV ст. до н. е., згаданий у подіях 310—309 рр. до н. е.
- Абеак — династ сіраків сер. I ст. до н. е., згаданий у подіях 63-47 рр. до н. е.
- Зорсіна — династ сіраків сер. I ст. н. е., згаданий у подіях 44-49 рр.

## Сіраки Кубані в джерелах
- Страбон

XI.II.1.

«сіраки …, що спускаються на південь до Кавказьких гір ……»
XI.V.7-8.

«Спускаючись в передгір'я, ми вступаємо в області, що лежать північніше, але з більш помірним кліматом, так як вони стикаються вже з рівнинами сіраків … За ними слідують вже кочівники, які живуть між Меотидою і Каспійським морем, а саме набіани, панксани і потім вже племена сіраків та аорсів. Аорси й сіраки, здається, втікачі з середовища народів, що живуть вище… і вони північніше аорсів. Цар сіраків Абеак, коли Фарнак володів Боспором, виставив двадцять тисяч вершників … Аорси живуть по Танаїсу, а сіраки по Ахардею, який випливає з Кавказу і впадає в Меотіду.»
- Mela I, 103

«Узбережжя, що йде вигином від Босфору до Танаїса, заселяють меотіки, фати, сірахи…»
- Тацит (Ann., XII, 15-17)

«15. …Аквіла та Котіс, не сподіваючись на власні сили, бо цар Сіраків Зорсін поновив вороже до них ставлення, також стали шукати допомоги ззовні і з цією метою відправили послів до Евнона, що очолював плем'я аорсів.
16. …вони прямують до землі сіраків й, перейшовши річку Панду, зусебіч підступають до міста Успи, розташованому на височині й укріпленого мурами та ровами; втім, його мури були не з каменю, а тином з насипаною у середині землею, й тому не могли протистояти натиску нападників, які приводили в сум'яття обложених, закидаючи їх зі зведених для цього високих веж палаючими головнями й списами. І якби ніч не перервала битви, місто було б обложене й узяте впродовж одного дня.
17. Наступного дня оточені прислали послів, які просили милости городянам вільного стану й пропонували переможцям десять тисяч рабів. Ці умови було відкинуто, оскільки винищити полонених було б нелюдською жорстокістю, а вартувати таку безліч — скрутно: най краще вони загинуть за законом війни; й воїнам, що вдерлися до міста за допомогою драбин було подано знак до нещадної різанини. Винищення мешканців Успи вселило жах у всіх інших, які вирішили, що більше немає безпечних прихистків, якщо ворога не можуть зупинити ані зброя, ані фортеці, ані важкодоступні й верховинні місцевості, ані річки, ані міста. І ось Зорсін після довгих роздумів, чи підтримати бідолаху Мітрідата чи дбати про залишене батьком царство, вирішив, нарешті, віддати перевагу добробуту власного народу й, видавши заручників, простягся ниць біля зображенням Цезаря…»
- Ptol., III, 8, 36

« Нижче свардинів живуть хеніди, а на схід від річки Ра — фтірофаги (вошеїди), матіри і країна Острівна; потім під іаксаматами — сіракіни, а за сіракінами між Меотійським озером та Іппійскими горами — ісіссії.»
- CIRB 142

віршована епітафія торговця Хрестіона Асіатікова, який загинув «у сіраків краї» (грец. ἐν Σιρακοῖς ἔθνῃσκον). Написано ямбічним триметром у першій половині I ст.

## Сіраки Таврики в джерелах
- Пліній (IV, 83)
«…Острів Ахілла славний могилою-курганом цього героя, а за ним в 125 000 кроках лежить півострів, що тягнеться впоперек у вигляді меча і названий Бігом Ахілла внаслідок вправ того ж героя; довжина його, за словами Агріппи, дорівнює 80 000 кроків. Все це простір займають скіфи-сарди і сіраки…»[12]
- CIRB 1237
(грец. πολ[ε]μήσας δὲ καὶ Σιραχοὺς καὶ Σκύθας καὶ τὴν Ταυρικὴν ὑπόσπονδον λα<β>ών,)[13]